# Coriomeningite linfocitaria
La coriomeningite linfocitaria è una malattia virale dei Roditori. Costituisce una zoonosi, dal momento che anche l'uomo può esserne infettato tramite il contatto diretto od indiretto con i roditori. La coriomeningite linfocitaria è stata 
molto studiata come modello sperimentale della tolleranza immunitaria verso le infezioni .

## Eziologia
È provocata da un virus della famiglia Arenaviridae, detto LCMV ( Lymphocytic Choriomeningitis Virus ) presente in natura soprattutto nel topo domestico (Mus musculus), che è anche il serbatoio naturale della malattia: i topi infetti generalmente non mostrano sintomi e segni dell'infezione (che spesso è trasmessa per via transplacentare), ma il virus è presente nella loro saliva, nell'urina e nelle feci, tramite cui possono contaminare ambienti frequentati dall'uomo. L'infezione nell'uomo avviene per lo più per contatto diretto con roditori (ad esempio animali da laboratorio), tramite morsi di animali infetti o attraverso materiali contaminati da urine e feci di topi. I roditori domestici come i criceti possono infettarsi in caso di contatto con topi selvatici infetti, costituendo così una possibile ulteriore fonte di infezione per l'uomo.

## Sintomi
In alcuni casi l'infezione rimane asintomatica (nel topo lo è nella maggior parte dei casi). La malattia ha un andamento acuto e tipicamente bifasico, con due periodi separati da una transitoria remissione dei sintomi. Inizialmente si ha uno stato di malessere generalizzato, con febbre, anoressia, nausea, dolori muscolari e articolari. Dopo pochi giorni di assenza di sintomi, si ha l'insorgere di un quadro clinico da meningite, con febbre, nausea, rigidità nucale, o da encefalite, con ottundimento del sensorio e disturbi motori. Nella maggior parte dei casi la guarigione è completa e senza complicanze, ed i casi mortali risultano meno dell'1% del totale . L'infezione del feto nei primi mesi di gestazione può portare ad anomalie dello sviluppo.

## Prevenzione
La prevenzione della coriomeningite linfocitaria si basa sulla prevenzione dell'infestazione degli ambienti da parte dei roditori e su misure igieniche da utilizzare quando si opera in ambienti potenzialmente contaminati: utilizzo di guanti, pulizia e disinfezione degli ambienti. Gli allevatori di roditori domestici dovrebbero prevenire i contatti degli animali con topi selvatici. I tecnici che lavorano con i roditori da laboratorio dovrebbero utilizzare abbigliamento protettivo adeguato.